# Episodi di Vikings (quinta stagione)
La quinta stagione della serie televisiva Vikings, composta da venti episodi, è stata trasmessa sul canale canadese History in due parti separate: la prima metà della stagione è andata in onda dal 29 novembre 2017 al 24 gennaio 2018, mentre la seconda metà è andata in onda dal 28 novembre 2018 al 30 gennaio 2019.
Anche in Italia, la stagione è stata resa disponibile sulla piattaforma on demand TIMvision in due parti separate: la prima metà della stagione è stata pubblicata dal 30 novembre 2017 al 25 gennaio 2018, mentre la seconda metà è stata pubblicata dal 29 novembre 2018 al 31 gennaio 2019. Gli episodi sono stati inoltre trasmessi in chiaro su Rai 4 in due parti separate: la prima metà della stagione è andata in onda dal 12 marzo al 9 aprile 2018, mentre la seconda metà è andata in onda 2 al 30 aprile 2019. I titoli italiani sono stati aggiunti quando la stagione è stata pubblicata da Prime Video.
Il cast principale di questa stagione è formato da Katheryn Winnick, Gustaf Skarsgård, Alexander Ludwig, Peter Franzén, Jasper Pääkkönen (prima parte), Moe Dunford (prima parte), Alex Høgh, Marco Ilsø, Jordan Patrick Smith, Jonathan Rhys Meyers, John Kavanagh. Clive Standen ricompare come guest star.
| nº            | Titolo originale         | Titolo italiano                  | Prima TV Canada  | Pubblicazione Italia |
| Prima parte   | Prima parte              | Prima parte                      | Prima parte      | Prima parte          |
| ------------- | ------------------------ | -------------------------------- | ---------------- | -------------------- |
| 1             | The Fisher King          | Il re pescatore                  | 29 novembre 2017 | 30 novembre 2017     |
| 2             | The Departed             | I defunti                        | 29 novembre 2017 | 30 novembre 2017     |
| 3             | Homeland                 | Patria                           | 6 dicembre 2017  | 7 dicembre 2017      |
| 4             | The Plan                 | Il piano                         | 13 dicembre 2017 | 14 dicembre 2017     |
| 5             | The Prisoner             | Il prigioniero                   | 20 dicembre 2017 | 21 dicembre 2017     |
| 6             | The Message              | Il messaggio                     | 27 dicembre 2017 | 28 dicembre 2017     |
| 7             | Full Moon                | Luna piena                       | 3 gennaio 2018   | 4 gennaio 2018       |
| 8             | The Joke                 | Lo scherzo                       | 10 gennaio 2018  | 11 gennaio 2018      |
| 9             | A Simple Story           | Una storia semplice              | 17 gennaio 2018  | 18 gennaio 2018      |
| 10            | Moments of Vision        | Momenti di visione               | 24 gennaio 2018  | 25 gennaio 2018      |
| Seconda parte |                          |                                  |                  |                      |
| 11            | The Revelation           | La rivelazione                   | 28 novembre 2018 | 29 novembre 2018     |
| 12            | Murder Most Foul         | Turpe assassinio                 | 5 dicembre 2018  | 6 dicembre 2018      |
| 13            | A New God                | Un nuovo dio                     | 12 dicembre 2018 | 13 dicembre 2018     |
| 14            | The Lost Moment          | Il momento perso                 | 19 dicembre 2018 | 20 dicembre 2018     |
| 15            | Hell                     | Inferno                          | 26 dicembre 2018 | 27 dicembre 2018     |
| 16            | The Buddha               | Il buddha                        | 2 gennaio 2019   | 3 gennaio 2019       |
| 17            | The Most Terrible Thing  | La cosa più terribile            | 9 gennaio 2019   | 10 gennaio 2019      |
| 18            | Baldur                   | Baldur                           | 16 gennaio 2019  | 17 gennaio 2019      |
| 19            | What Happens in the Cave | Quello che succede nella caverna | 23 gennaio 2019  | 24 gennaio 2019      |
| 20            | Ragnarok                 | Ragnarok                         | 30 gennaio 2019  | 31 gennaio 2019      |

## Il re pescatore
- Titolo originale: The Fisher King
- Diretto da: David Wellington
- Scritto da: Michael Hirst

### Trama
Nell'Anglia Orientale, dove è posto l'insediamento dei figli di Ragnar, viene celebrato il funerale di Sigurd. La morte di quest'ultimo accresce le ostilità tra fratelli e Ivar dice di essere pentito del suo gesto, ma di non essere riuscito a contenersi poiché colto dall'ira. Bjorn decide di partire per il Mediterraneo e Halfdan comunica l'intenzione di seguirlo, in quanto intenzionato a uscire dall'ombra di suo fratello Harald. Ivar, invece, convince i fratelli Hvitserk e Ubbe ad attaccare York per garantire una roccaforte in una postazione strategica, posizionata accanto al mare e alle varie rotte di navigazione. I tre fratelli mettono da parte i rancori e conquistano la città. Intanto Floki, dopo aver costruito una barca solo per lui, comunica a Ivar l'intenzione di andarsene. Ivar cerca di convincerlo a non partire, ma Floki, dopo aver salutato tutti i figli di Ragnar, lascia che siano i venti a guidarlo e naviga solitario per il mare, gettando in mare gli strumenti di navigazione che Ivar gli aveva infilato nella borsa. Re Harald fa ritorno a Kattegat, convinto di trovare Egil al comando e Lagertha destituita. Scopre invece che Lagertha è ancora viva e regna sovrana su Kattegat, e, nonostante Harald faccia finta di essersi recato in città per portare notizie dall'Inghilterra, la regina lo informa di aver scoperto da Egil che il mandante dell'attacco fallito fosse proprio il re. Harald viene dunque arrestato. Nel Wessex, re Aethelwulf e la famiglia, scampati all'attacco dei norreni, vivono accampati in un villaggio, dove Judith si prende cura del figlio malato Alfred. Intanto, tra le mura della residenza di re Ecbert, sopraggiunge il vescovo Heahmund, che trova il cadavere del re all'interno di un barile. Il vescovo celebra un solenne funerale cristiano per re Ecbert. Scopre che il defunto re ha fatto un patto praticamente nullo con i vichinghi, donando l'Anglia Orientale ai norreni in maniera inefficace in quanto, al momento dell'atto, aveva già abdicato in favore del figlio Aethelwulf. Heahmund di notte, dopo aver ceduto a pensieri sessuali con una donna, prega per i suoi peccati camminando tra i rovi del bosco. 
- Guest star: Josefin Asplund (Astrid), Ida Marie Nielsen (Margrethe), Ferdia Walsh-Peelo (Principe Alfred), Georgia Hirst (Torvi), Jennie Jacques (Regina Judith).
- Altri interpreti: Jonathan Delaney Tynan (Lord Cuthred), Keith McErlean (Lord Denewulf), Jim Roche (Scriba sassone), Darren Cahill (Principe Aethelred), India Mullen (Aethegyth), Jake O'Loughlin (Bambino sassone 1), Ben Smith-Short (Bambino sassone 2), Frank Prendergast (Vescovo Cynebert), Anna Sheils-McNamee (Giovane suora), Ben Roe (Guthrum).
- Ascolti USA (ep. 1 e 2): telespettatori 2 173 000[5]

## I defunti
- Titolo originale: The Departed
- Diretto da: David Wellington
- Scritto da: Michael Hirst

### Trama
A Kattegat, re Harald è prigioniero di Lagertha. Harald racconta alla regina della storia con la principessa che gli aveva chiesto di diventare re dei Norreni, ma che adesso che la sua principessa è morta non ha più l'obiettivo di ucciderla per diventare re di un territorio più grande di quello già posseduto. Chiede di allearsi a Lagertha proponendole di unirsi in matrimonio. La regina violenta Harald e rifiuta la proposta. Harald riesce a fuggire e rapisce Astrid portandola con sé in Norvegia e proponendole di sposarlo. Nel Wessex, il principe Alfred, apparentemente in procinto di morire, ha una visione di suo padre Athelstan, che gli rivela che i norreni sono a York, ed è li che il re deve andare perché il suo popolo ha bisogno di lui. Così re Aethelwulf e i suoi uomini si mettono in marcia verso la fortezza. Durante il tragitto, il re incontra il vescovo guerriero Heahmund e insieme decidono di temporeggiare per radunare e coordinare le loro armate. Heahmund è determinato a uccidere i pagani, così come Aethelwulf e Judith sono entrambi determinati a vendicare i loro padri, re Aelle e re Ecbert. Judith decide di mandare dei messaggeri per radunare l'esercito del defunto padre, per ingrandire l'armata del Wessex e del vescovo. A York, i tre fratelli Ivar, Hvitserk e Ubbe allargano e migliorano le difese della roccaforte. Durante una discussione fra i tre, Ivar spiega che per lui essere a pari con i fratelli è un compito molto più difficile, poiché deve superare lo svantaggio di essere storpio. Per questo motivo si fa costruire dal fabbro delle armature rigide per le gambe, in modo da avere la stabilità per rimanere in piedi autonomamente e poter anche camminare. Intanto Floki, dopo una lunga e difficile navigazione, approda su una terra fertile e disabitata, e crede di aver trovato Asgard, la terra degli dei.
- Guest star: Josefin Asplund (Astrid), Ida Marie Nielsen (Margrethe), Ferdia Walsh-Peelo (Principe Alfred), Georgia Hirst (Torvi), Jennie Jacques (Regina Judith).
- Altri interpreti: Jonathan Delaney Tynan (Lord Cuthred), Kieran O'Reilly (Capelli bianchi), Ben Roe (Guthrum), Rebecca Grimes (Ragazza dello scudo), Keith McErlean (Lord Denewulf), Richard McWilliams (Esploratore sassone), Darren Cahill (Principe Aethelred), Adam Goodwin (Primo esploratore), Tristan Heanue (Fabbro).
- Ascolti USA (ep. 1 e 2): telespettatori 2 173 000[5]

## Patria
- Titolo originale: Homeland
- Diretto da: Steve Saint Leger
- Scritto da: Michael Hirst

### Trama
Nella città di York Ivar viene elogiato da una schiava che lo bacia e gli dice che la sua deformità è un segno degli dei e che la sua diversità lo rende un uomo superiore. Ivar la rende libera. Intanto i sassoni continuano a spiare la città conquistata dai vichinghi, trovando una falla nelle difese e decidendo di attaccare in quel punto. Quindi, alle prime luci dell'alba, i sassoni entrano a York cadendo nella trappola ideata da Ivar, prima venendo bersagliati da frecce, poi affrontando i vichinghi stessi nella mischia aperta senza nessuna coordinazione. Ivar, nella furia della battaglia, pur caduto dalla sua biga, riesce a incutere timore a un gruppo di sassoni con solo urla e grida. I sassoni si ritirano dunque sconfitti e con diverse perdite. Alla fine della battaglia i fratelli discutono sul prossimo passo: Ivar non vuole la pace, né negoziare con i sassoni, mentre Hvitserk e Ubbe decidono di trattare con il re all'insaputa del fratello, accrescendo ulteriormente il divario di opinioni. I due desiderano rivendicare le terre cedute da Ecbert, ma Heahmund senza avere consultato il re fa uccidere la loro scorta e li caccia dopo averli umiliati e colpiti. Ivar, a causa del fallimento, esige che i fratelli gli riconoscano la leadership del grande esercito. Ubbe si rifiuta e decide di far ritorno a Kattegat, tuttavia viene seguito solo da pochi uomini e persino Hvitserk decide di rimanere sotto il comando di Ivar. Harald fa ritorno in Norvegia, dove racconta ai suoi uomini le vittorie sui sassoni, e presenta Astrid come parte del suo sogno, ma ella continua a rifiutare le lusinghe e i doni del re. Nel Mediterraneo, Bjorn e le sue navi giungono nel Golfo di Cadice. Il viandante Sinric consiglia a Bjorn di fingersi un commerciante e di far tornare a casa la maggior parte dei suoi uomini per non attirare troppe attenzioni. Intanto, nell'isola in cui è sbarcato Floki, in seguito a varie visioni, egli si convince a rimanere nella terra da lui chiamata Asgard, capendo che lì è dove gli dei hanno desiderato che lui arrivasse per vivere insieme agli Aesir. 
- Guest star: Josefin Asplund (Astrid), Ferdia Walsh-Peelo (Principe Alfred), Jennie Jacques (Regina Judith), Frankie McCafferty (Sinric).
- Altri interpreti: Alicia Agneson (Freydis), Adam Goodwin (Primo esploratore), Lee Hunter (Secondo esploratore), Darren Cahill (Principe Aethelred), Jonathan Delaney Tynan (Lord Cuthred), Keith McErlean (Lord Denewulf), Nathan Hughes (Schiavo), Lauren Farrell (Schiava).
- Ascolti USA: telespettatori 2 297 000[6]

## Il piano
- Titolo originale: The Plan
- Diretto da: Steve Saint Leger
- Scritto da: Michael Hirst

### Trama
Alle porte di York, re Aethelwulf pensa di ritirarsi nel Wessex per riorganizzare l'esercito, ma Heahmund lo convince ad assediare la città e prenderli per la fame. Intanto a supporto del re arrivano i soldati di Northumbria, chiamati da Judith, che offrono i loro servigi a Aethelwulf. Ubbe arriva a Kattegat, e viene accolto da Lagertha, che gli rende onore insieme ai fratelli per la vittoria sui sassoni e gli chiede velatamente aiuto contro Harald proponendo il suo appoggio contro Ivar e Hvitserk. Margrethe inizia a dubitare di Lagertha, sobillando Ubbe per destituire la regina, ma viene sentita da quest'ultima che le suggerisce di essere leale perché lei si farà trovare pronta a un tradimento. Lagertha, temendo il futuro, si reca dall'Indovino e scopre che rivedrà suo figlio Bjorn in terribili circostanze. Nelle terre di re Harald, Astrid inizia a convincersi che sia il fato ad averla portata da Harald, decidendo di accettare la proposta di matrimonio del re, che si mostra felice della sua decisione. Bjorn e le sue navi intanto oltrepassano lo stretto di Gibilterra e guidati da Sinric si dirigono verso la Sicilia, governata da un celebre generale bizantino. Bjorn e Halfdan raggiungono quindi sotto le vesti di mercanti il generale Eufemio che intuita subito la loro forza li assolda come guardie del corpo. Sinric spiega a Bjorn i complessi intrighi di potere nel Mediterraneo, come i potenti abbiano spie ovunque, accrescendo il loro potere con favori e tenendo in pugno i sovrani vicini. Bjorn desidera incontrare il sovrano che Sinric definisce il più potente e conosciuto del mediterraneo, Ziyadat Allah, e Eufemio acconsente ad accompagnarli insieme alla misteriosa donna Kassia. Dalla nuova terra, l'Islanda, Floki riparte verso Kattegat per portare con sé nuova gente con cui condividerla. Aethelwulf riceve notizia che i vichinghi hanno abbandonato York ed entra nella città con i suoi uomini, trovandola deserta.
- Guest star: Josefin Asplund (Regina Astrid), Ida Marie Nielsen (Margrethe), Ferdia Walsh-Peelo (Principe Alfred), Georgia Hirst (Torvi), Jennie Jacques (Regina Judith), Albano Jerónimo (Eufemio), Karima McAdams (Kassia), Frankie McCafferty (Sinric).
- Altri interpreti: Darren Cahill (Principe Aethelred), Jonathan Delaney Tynan (Lord Cuthred), Ben Roe (Guthrum), Paul Reid (Mannel), Aoife Molony (Sacerdotessa capo).
- Ascolti USA: telespettatori 2 020 000[7]

## Il prigioniero
- Titolo originale: The Prisoner
- Diretto da: Ciarán Donnelly
- Scritto da: Michael Hirst

### Trama
Mentre i sassoni festeggiano la liberazione di York, i vichinghi sbucano dalle fogne cogliendoli di sorpresa e ingaggiando una cruenta battaglia. Aethelwulf si batte coraggiosamente, ma è costretto a fuggire con i figli, mentre Heahmund viene sopraffatto e catturato. I sassoni sopravvissuti tornano nel Wessex, così Hvitserk propone a Ivar di tornare a Kattegat per uccidere Lagertha e Ubbe e incoronarlo re. Intanto Bjorn e Halfdan attraversano il deserto e raggiungono Ziyadat Allah, che li accoglie benevolmente. A Kattegat torna Floki, che espone a Lagertha la sua idea, ma la regina gli vieta di portare con sé uomini utili per la difesa della città. Nonostante ciò, Floki in segreto raduna un gruppo di devoti che accettano di seguirlo, tra i quali anche Guthrum, figlio di Torvi e del deceduto Jarl Borg. Heahmund, prigioniero dei vichinghi, discute con Ivar su Dio e afferma che Odino è in realtà Satana e i vichinghi tutti dannati, così Ivar decide di portarlo con sé nel viaggio verso casa per mostrargli come stanno le cose. Bjorn e Halfdan scoprono che durante la notte il generale Eufemio è stato arrestato perché faceva il doppio gioco, ma non danno molta importanza alla cosa e banchettano con l'emiro, scoprendo poi di avere mangiato la carne di Eufemio; Sinric raccomanda a Bjorn di andare via e che il vero pericolo è Kassia, la donna amata prima dal generale e ora dall'arabo. I due vichinghi vengono però catturati dai guerrieri dell'emiro, mentre una tempesta di sabbia è in arrivo.
- Guest star: Khaled Abol Naga (Ziyadat Allah), Adam Copeland (Kjetil Naso piatto), Kris Holden-Ried (Eyvind), Ida Marie Nielsen (Margrethe), Ferdia Walsh-Peelo (Principe Alfred), Georgia Hirst (Torvi), Jennie Jacques (Regina Judith), Albano Jerónimo (Eufemio), Karima McAdams (Kassia), Frankie McCafferty (Sinric).
- Altri interpreti: Jonathan Delaney Tynan (Lord Cuthred), Paul Reid (Mannel), Darren Cahill (Principe Aethelred), Daryl McCormack (Giovane uomo arabo), Leah McNamara (Aud), Ben Roe (Guthrum), Kieran O'Reilly (Capelli bianchi).
- Ascolti USA: telespettatori 2 100 000[8]

## Il messaggio
- Titolo originale: The Message
- Diretto da: Ciarán Donnelly
- Scritto da: Michael Hirst

### Trama
Kassia ordina di uccidere Bjorn, Halfdan e Sinric, ma i tre riescono a divincolarsi e fuggire approfittando della tempesta di sabbia. Ivar e i suoi guerrieri giungono da re Harald e gli propongono un'alleanza per conquistare Kattegat: in cambio, quando Ivar morirà, sarà Harald il sovrano. Floki e gli altri che hanno deciso di seguirlo intanto vengono sorpresi da Lagertha, informata da Guthrum, che li rimprovera sentendosi tradita, ma decide di lasciarli partire ugualmente. Ancora una volta Margrethe sobilla Ubbe sostenendo che Lagertha è debole. Ivar nel frattempo propone a Heahmund di combattere al suo fianco, uccidendo di fatto quelli che lui chiama pagani, in cambio di avere salva la vita. Più tardi Hvitserk si lamenta con Ivar della sua decisione di lasciare il trono a Harald dopo la morte, ma il fratello lo rassicura che non c'è stato un vero accordo e le cose potrebbero andare diversamente. Nel Wessex Aethelwulf riconduce i suoi uomini alla capitale non intendendo più nascondersi nelle paludi; Alfred nel frattempo decide di partire per visitare dove fu istruito suo padre Athelstan. Floki e il suo gruppo raggiungono l'Islanda, ma il posto si dimostra inospitale e i compagni cominciano a lamentarsi che non rispecchia le promesse fatte. Intanto Astrid chiede a Hakon, un baleniere, di portare segretamente a Lagertha la notizia dell'attacco di Harald, Ivar e Hvitserk in cambio di una cospicua ricompensa in oro. L'uomo accetta, ma pretende di fare sesso con lei e, minacciando di rivelare al re il tradimento, costringe Astrid a subire violenza anche dalla sua ciurma. Egli tuttavia tiene fede all'accordo e riferisce il messaggio a Lagertha che dà inizio ai preparativi e affida il comando a Ubbe. La donna prende poi in disparte Margrethe avvertendola che, se sobillerà ancora contro di lei, le farà tagliare la lingua e la farà tornare schiava. Nel frattempo, mentre Bjorn e il suo gruppo arrivano in vista di Kattegat, Heahmund accetta di combattere per Ivar.
- Guest star: Khaled Abol Naga (Ziyadat Allah), Josefin Asplund (Regina Astrid), Adam Copeland (Kjetil Naso piatto), Kris Holden-Ried (Eyvind), Ida Marie Nielsen (Margrethe), Ferdia Walsh-Peelo (Principe Alfred), Georgia Hirst (Torvi), Jennie Jacques (Regina Judith), Karima McAdams (Kassia), Frankie McCafferty (Sinric).
- Altri interpreti: Darren Cahill (Principe Aethelred), Ben Roe (Guthrum), Leah McNamara (Aud), Jack McEvoy (Helgi il Magro), Laurence O'Fuarain (Hakon), Mei Bignall (Þorunn), Kelly Campbell (Ingvild), James Craze (Bul), Elijah Rowen (Asbjorn), Donna Dent (Rafarta), Rob Malone (Þorgrim), Scott Graham (Frodi), Tallulah Belle Earley (Jorunn).
- Ascolti USA: telespettatori 1 747 000[9]

## Luna piena
- Titolo originale: Full Moon
- Diretto da: Jeff Woolnough
- Scritto da: Michael Hirst

### Trama
Bjorn torna a Kattegat e viene aggiornato sulla guerra imminente contro Harald e Ivar; Lagertha si è inoltre alleata con re Svase dei Sami e Bjorn è subito attratto dalla principessa Snaefrid. A cena, mentre Halfdan giura fedeltà alla regina per avere fatto lo stesso con Bjorn, Torvi dice a quest'ultimo che ha accettato il fatto che non la ami più, strappandogli la promessa di prendersi cura dei loro figli. Margrethe cerca di convincere nuovamente Ubbe a spodestare Lagertha alleandosi con Ivar, così da diventare lui il re e lei regina. Nel frattempo Floki e gli altri raggiungono il luogo stabilito trovando solo una landa brulla, tuttavia l'attività improvvisa di un geyser viene interpretata come un segno degli dei e vi si stabiliscono. Floki esprime il suo desiderio di fondare una città senza violenza e dove siano tutti uguali, ma viene accusato da alcuni di volere in realtà diventare re. Nella terra di Harald, Astrid ha delle nausee, e confessa al re che potrebbe essere incinta. Bjorn intanto chiede a re Svase di sposare sua figlia, scoprendo che è il volere anche della principessa stessa. Alfred arriva al monastero in Northumbria, ma parlando con l'abate di Athelstan lo rimprovera di avere una visione parziale delle cose, suggerendo di non utilizzare il latino nelle messe per mostrarsi superiore alle persone comuni che non lo comprendono. A Kattegat si discute sulla strategia da adottare e Bjorn, pensando che Ivar non attaccherà dal mare come sarebbe prevedibile, propone di anticiparli ingaggiando lo scontro su un terreno a loro favorevole. Ubbe teme che Ivar attacchi ugualmente dal mare prevedendo a sua volta la loro previsione, ma Lagertha decide di assecondare Bjorn.
- Guest star: Josefin Asplund (Regina Astrid), Adam Copeland (Kjetil Naso piatto), Kris Holden-Ried (Eyvind), Ida Marie Nielsen (Margrethe), Ferdia Walsh-Peelo (Principe Alfred), Georgia Hirst (Torvi), Bosco Hogan (Signor abate di Lindisfarne).
- Altri interpreti: Ryan Henson (Hali), Svea Killoran (Asa), Ben Roe (Guthrum), Leah McNamara (Aud), Jack McEvoy (Helgi il Magro), Mei Bignall (Þorunn), Kelly Campbell (Ingvild), James Craze (Bul), Elijah Rowen (Asbjorn), Donna Dent (Rafarta), Rob Malone (Þorgrim), Scott Graham (Frodi), Tallulah Belle Earley (Jorunn), Anthony Brophy (Re Svase), Dagny Backer Johnsen (Principessa Snaefrid).
- Ascolti USA: telespettatori 2 031 000[10]

## Lo scherzo
- Titolo originale: The Joke
- Diretto da: Jeff Woolnough
- Scritto da: Michael Hirst

### Trama
In Islanda Floki chiede di costruire un tempio in onore di Thor per ringraziare gli dei, trovando nuovamente malcontento in alcuni, tra cui Eyvind, che continua a ripetere di essere stato illuso, ma di non potere ormai più tornare a Kattegat. Nel frattempo in Norvegia i due eserciti si fronteggiano in un'ampia pianura circondata dai boschi. Dalla parte di Lagertha tutti vorrebbero evitare lo scontro e viene organizzato un negoziato: Bjorn cerca di riappacificare tutti i fratelli, sostenuto da Ubbe che si scusa con Ivar per essersi rivoltato contro di lui, ma spera di poter scongiurare la guerra. Lagertha sostiene la sua legittimità di regnare su Kattegat, e che non è giusto uccidere centinaia di uomini per la conquista di un pezzo di terra che è già loro. Ivar inizialmente accetta di fare pace confessando che si sente ancora in colpa per la morte di Sigurd, ma quando si preparano a brindare per la pace, egli getta il suo bicchiere su Ubbe, urlando il suo disprezzo per aver rotto la promessa di vendetta della madre e non considerandolo più un fratello. Intanto nel Wessex Alfred, parlando con la madre, sostiene che per respingere i vichinghi sia necessario creare una flotta per fronteggiarli prima dello sbarco, ma pensa che il re Aethelwulf non lo riesca a capire. Giunto il momento della battaglia, Ivar e Harald, pensando a una strategia di Bjorn, decidono di dividere in tre parti l'esercito per cercare di accerchiare i nemici. Mentre Harald e Heahmund combattono in una cruenta mischia le forze guidate da Bjorn, Ubbe e Halfdan, Hvitserk guida una parte dei guerrieri nel bosco, subendo però un'imboscata dei Sami, che con tattiche da guerriglia decimano le sue forze costringendolo alla ritirata. L'esercito di Harald nel frattempo viene preso alle spalle dagli uomini guidati da Lagertha, costringendo Harald a suonare i corni per richiamare Ivar e i suoi uomini che si erano separati. Quest'ultimo tuttavia rifiuta di tornare in soccorso dell'alleato pensando sia troppo tardi, e Harald viene sconfitto e si ritira ricongiungendosi alle forze restanti di Ivar e Hvitserk. Heahmund, colpito durante lo scontro, viene trovato a fine battaglia da Lagertha che chiede ai suoi uomini di salvarlo.
- Guest star: Josefin Asplund (Regina Astrid), Adam Copeland (Kjetil Naso piatto), Kris Holden-Ried (Eyvind), Ida Marie Nielsen (Margrethe), Ferdia Walsh-Peelo (Principe Alfred), Georgia Hirst (Torvi), Jennie Jacques (Regina Judith).
- Altri interpreti: Ben Roe (Guthrum), Ryan Henson (Hali), Svea Killoran (Asa), Anthony Brophy (Re Svase), Dagny Backer Johnsen (Principessa Snaefrid), Leah McNamara (Aud), Jack McEvoy (Helgi il Magro), Mei Bignall (Þorunn), Kelly Campbell (Ingvild), James Craze (Bul), Elijah Rowen (Asbjorn), Donna Dent (Rafarta), Rob Malone (Þorgrim), Scott Graham (Frodi), Tallulah Belle Earley (Jorunn), Darren Cahill (Principe Aethelred).
- Ascolti USA: telespettatori 2 147 000[11]

## Una storia semplice
- Titolo originale: A Simple Story
- Diretto da: Daniel Grou
- Scritto da: Michael Hirst

### Trama
Ritirati dalla battaglia, re Harald discute con Ivar dell'errore strategico commesso da quest'ultimo e Hvitserk convince il fratello a chiedere aiuto allo zio Rollo, raccontando che questi aveva dato la sua disponibilità semmai fosse stato richiesto. Ivar manda il fratello in Francia che torna con numerosi soldati concessi da Rollo. Saputo del supporto dei franchi all'esercito nemico, Bjorn si reca da Ivar e Harald per cercare la pace, ma oltre a rifiutarsi Ivar ordina l'uccisione di Bjorn. Harald tuttavia si oppone furibondo e lascia tornare indietro Bjorn. Intanto Lagertha parla con Heahmund che rimane affascinato dalla donna e le giura fedeltà. Ubbe, confidandosi con Torvi, capisce di aver sposato la donna sbagliata e che avrebbe preferito lei. Nel Wessex, re Aethelwulf è deciso a organizzare una difesa dai futuri assalti norreni, ma la sera, punto da un'ape, subisce uno shock anafilattico e muore. Judith chiede a Aethelred di rinunciare al trono che gli verrà offerto in quanto primogenito in favore di Alfred, poiché Ecbert era convinto fosse il giusto erede alla corona. Aethelred protesta vivamente, ma al momento della decisione rinuncia al trono e Alfred viene quindi incoronato re. In Islanda, nel frattempo, la tensione tra i pellegrini devoti e la famiglia di Eyvind aumenta: Floki capisce che Eyvind lo provoca per innescare una reazione violenta, in modo da avere la motivazione per ucciderlo ed ergersi successivamente a re della nuova terra. Durante una notte il tempio eretto al dio Thor viene dato alle fiamme, e Bul, figlio di Eyvind, viene ucciso in una colluttazione poiché ritenuto responsabile.
- Guest star: Josefin Asplund (Regina Astrid), Adam Copeland (Kjetil Naso piatto), Kris Holden-Ried (Eyvind), Ida Marie Nielsen (Margrethe), Ferdia Walsh-Peelo (Principe Alfred), Georgia Hirst (Torvi), Jennie Jacques (Regina Judith).
- Altri interpreti: Leah McNamara (Aud), Jack McEvoy (Helgi il Magro), Mei Bignall (Þorunn), Kelly Campbell (Ingvild), James Craze (Bul), Elijah Rowen (Asbjorn), Donna Dent (Rafarta), Rob Malone (Þorgrim), Scott Graham (Frodi), Tallulah Belle Earley (Jorunn), Orlaith Doherty (Uomo a cavallo), Ben Roe (Guthrum), Dagny Backer Johnsen (Principessa Snaefrid), Anthony Brophy (Re Svase), Ryan Henson (Hali), Svea Killoran (Asa), Darren Cahill (Principe Aethelred), Jonathan Delaney Tynan (Lord Cuthred), David Shannon (Ealdorman 1), Chris McHallem (Ealdorman 2), Malcolm Douglas (Lord Cyneheard), Eamonn Draper (Vescovo).
- Ascolti USA: telespettatori 2 150 000[12]

## Momenti di visione
- Titolo originale: Moments of Vision
- Diretto da: Daniel Grou
- Scritto da: Michael Hirst

### Trama
I due eserciti di norreni si affrontano in una battaglia fratricida. Prima dello scontro, ognuno medita sugli eventi e si prepara alla possibilità di morire. Ivar sostiene che Hvitserk si sia pentito di avere tradito Ubbe, e il fratello resta in silenzio. Durante la battaglia Ubbe fronteggia Hvitserk, ma lo risparmia e si allontana. I Sami affrontano nella foresta i nemici con tattiche di guerriglia, tuttavia sia re Svase sia la principessa Snaefrid soccombono. Halfdan combatte valorosamente, ma quando incontra suo fratello Harald rimane immobile pensando al deserto e viene da lui ucciso;  Harald con rammarico gli dà l'arrivederci nel Valhalla. Torvi vede Hvitserk uccidere suo figlio Guthrum senza poter fare nulla per fermarlo. Lagertha incontra sul campo di battaglia Astrid che le chiede di ucciderla perché non vuole far nascere il bambino che porta in grembo ed è costretta a dire addio alla sua amante. Quando Ivar ordina ai franchi di entrare in battaglia, gli uomini di Lagertha sono costretti alla ritirata. Nel frattempo in città Margrethe fa visita all'Indovino che le svela che Ubbe sarà re, ma non di Kattegat. In Islanda, Floki offre a Eyvind il ruolo di legislatore chiedendogli di non continuare la spirale di violenza per la morte di suo figlio Bul, ma più tardi Thorgrim, che aveva ucciso quest'ultimo, viene trovato morto. Floki si rivolge quindi ai coloni dicendo che hanno deluso gli dei e si offre come sacrificio a loro per ricominciare da zero. Bjorn e gli altri, tornati a Kattegat, decidono di evacuarla prima dell'arrivo di Ivar, mentre Lagertha è distrutta dalla morte di Astrid. Intanto Rollo si dirige in Norvegia con una flotta di franchi.
- Apparizione speciale: Clive Standen (Rollo).
- Guest star: Josefin Asplund (Regina Astrid), Adam Copeland (Kjetil Naso piatto), Kris Holden-Ried (Eyvind), Ida Marie Nielsen (Margrethe), Georgia Hirst (Torvi).
- Altri interpreti: Dagny Backer Johnsen (Principessa Snaefrid), Kieran O'Reilly (Capelli bianchi), Anthony Brophy (Re Svase), Ryan Henson (Hali), Svea Killoran (Asa), Ben Roe (Guthrum), Mabel Hurley (Lagertha da bambina), Ross Matthew Anderson (Padre di Lagertha), James Craze (Bul), Leah McNamara (Aud), Jack McEvoy (Helgi il Magro), Mei Bignall (Þorunn), Kelly Campbell (Ingvild), Rob Malone (Þorgrim), Scott Graham (Frodi), Donna Dent (Rafarta), Elijah Rowen (Asbjorn), Tallulah Belle Earley (Jorunn).
- Ascolti USA: telespettatori 2 246 000[13]

## La rivelazione
- Titolo originale: The Revelation
- Diretto da: Ciarán Donnelly
- Scritto da: Michael Hirst

### Trama
In Islanda l'offerta di Floki di sacrificarsi viene rifiutata dalla maggioranza dei coloni, con sorpresa di Eyvind. Nel frattempo Rollo arriva a Kattegat ora occupata da Ivar e i suoi alleati e, dopo un colloquio con lui, Hvitserk e re Harald, rintraccia Lagertha, Ubbe, Bjorn, Torvi e Heahmund nella capanna in cui si erano rifugiati dopo che Jarl Borg aveva preso Kattegat anni prima. Rollo propone loro un passaggio sicuro fino in Francia per l'amore che prova per Lagertha e poiché convinto che Bjorn in realtà sia suo figlio, ma egli rifiuta sdegnosamente dicendo che considera Ragnar suo padre. Rollo torna quindi da Ivar rivelando la loro posizione in cambio di un accordo molto vantaggioso per lui; quando però Ivar e i suoi uomini giungono sul posto trovano solo Margrethe, poiché Lagertha e i suoi, dopo avere rubato una barca, si stanno dirigendo verso l'Inghilterra su suggerimento di Heahmund. In Inghilterra, re Alfred dà ordine alla Chiesa di condurre le celebrazioni in lingua inglese e di istruire la popolazione, inimicandosi il vescovo Cuthred e gli altri sacerdoti. Judith medita di trovargli una moglie, mentre Aethelred protegge le coste del Wessex dai vichinghi danesi. All'arrivo di Lagertha e gli altri in Inghilterra, i vichinghi vengono imprigionati e Aethelred li conduce insieme a Heahmund dal re.
- Apparizione speciale: Clive Standen (Rollo).
- Guest star: Adam Copeland (Kjetil Naso piatto), Kris Holden-Ried (Eyvind), Ida Marie Nielsen (Margrethe), Ferdia Walsh-Peelo (Re Alfred), Georgia Hirst (Torvi), Jennie Jacques (Regina madre Judith).
- Altri interpreti: Mark Lavery (Schiavo di Ivar), Alicia Agneson (Freydis), Leah McNamara (Aud), Jack McEvoy (Helgi il Magro), Mei Bignall (Þorunn), Kelly Campbell (Ingvild), Elijah Rowen (Asbjorn), Donna Dent (Rafarta), Scott Graham (Frodi), Tallulah Belle Earley (Jorunn), Ryan Henson (Hali), Svea Killoran (Asa), Jonathan Delaney Tynan (Lord Cuthred), Darren Cahill (Principe Aethelred).
- Ascolti USA: telespettatori 1 938 000[14]

## Turpe assassinio
- Titolo originale: Murder Most Foul
- Diretto da: Ciarán Donnelly
- Scritto da: Michael Hirst

### Trama
Heahmund racconta a re Alfred quanto accaduto e il re si accorda con i vichinghi per cedere loro le terre dell'Anglia orientale in cambio della promessa di combattere contro i razziatori. Bjorn e Ubbe insistono che quelle terre sono già state cedute da Ecbert, ma Alfred spiega loro che sono stati ingannati e quell'accordo non ha valore. Athelred mette in guardia il fratello che la chiesa e diversi altri, scontenti delle sue decisioni sui vichinghi, potrebbero essere un problema, così Alfred propone a Ubbe di farsi battezzare. Il re nel frattempo riceve la principessa Elsewith di Northumbria, sua promessa sposa, ma mentre lui non ne è particolarmente interessato, la ragazza si invaghisce di Bjorn e si concede a lui. Nel frattempo Lagertha e Heahmund si appartano, ma vengono spiati da un uomo di Cuthred, il vescovo che ha preso il posto di Heamund. Cuthred gli scrive una lettera minacciosa in cui dice di sapere della relazione, ma Heamund s'infuria e lo uccide. Intanto a Kattegat, Ivar annuncia al popolo che Freydis, una schiava che aveva liberato tempo prima, sarà sua moglie e regina di Kattegat: Harald è preoccupato, ma Hvitserk e Margrethe gli rivelano che Ivar non può avere figli. La sera Freydis convince il suo amato che avrà dei figli perché è “il volere degli dei”, ma in realtà il giorno dopo si fa mettere incinta da un servitore. Ivar è felice alla notizia, ma ha un incubo e teme che Margrethe, essendo pazza, lo voglia uccidere. Hvitserk lo rassicura, ma più tardi constata lo stato folle della ragazza che lo incita a uccidere Ivar per diventare regina; la notte, tre uomini si presentano dalla ragazza e la uccidono. Nel frattempo in Islanda la tensione tra le famiglie continua a crescere, mentre Floki ha una crisi di fede chiedendosi se gli dei esistano.
- Guest star: Kris Holden-Ried (Eyvind), Ida Marie Nielsen (Margrethe), Ferdia Walsh-Peelo (Re Alfred), Georgia Hirst (Torvi), Jennie Jacques (Regina madre Judith), Róisín Murphy (Principessa Elsewith).
- Altri interpreti: Ryan Henson (Hali), Svea Killoran (Asa), Darren Cahill (Principe Aethelred), Alicia Agneson (Freydis), Jonathan Delaney Tynan (Lord Cuthred), Jack McEvoy (Helgi il Magro), Mei Bignall (Þorunn), Elijah Rowen (Asbjorn), Scott Graham (Frodi), Leah McNamara (Aud), Mark Lavery (Schiavo di Ivar), Damien Devaney (Wilfred), Matthew Ralli (Spia).
- Ascolti USA: telespettatori 1 650 000[15]

## Un nuovo dio
- Titolo originale: A New God
- Diretto da: Ciarán Donnelly
- Scritto da: Michael Hirst

### Trama
Nel Wessex Alfred fronteggia Heahmund per il suo crimine, ma quest’ultimo si giustifica dicendo che Cuthred era a capo di una cospirazione per spodestare e uccidere il re. Alfred, nonostante le proteste della corte, decide di perdonarlo e di concedergli nuovamente il titolo di vescovo, sposa la principessa Elsewith e annuncia il battesimo di Ubbe e Torvi. Bjorn è scontento per quest'ultima cosa e viene intanto avvicinato da Magnus, figlio di Kwenthrith, che lo incita a ribellarsi. Intanto anche Athelred, che intende sposare la figlia di Cuthred, disapprova le scelte del fratello e complotta segretamente. Nel frattempo Harald arriva a York e convince lo Jarl Olavsonn lasciato a capo della città, ad unirsi a lui nelle scorribande e poi tornare a casa per spodestare Ivar. In Islanda intanto Floki riunisce i coloni e li invita a fare la pace ed unire le forze: questi sembrano acconsentire, tuttavia poco dopo Thorunn scompare. A Kattegat Hvitserk è furioso con Ivar perché ha fatto uccidere Margrethe, ma questi per tutta risposta afferma di avere capito di essere un dio e organizza una cerimonia dove intende fare un grande sacrificio.
- Guest star: Adam Copeland (Kjetil Naso piatto), Kris Holden-Ried (Eyvind), Ferdia Walsh-Peelo (Re Alfred), Georgia Hirst (Torvi), Jennie Jacques (Regina madre Judith), Róisín Murphy (Principessa Elsewith), Dean Ridge (Magnus).
- Altri interpreti: Alicia Agneson (Regina Freydis), Mark Lavery (Schiavo di Ivar), Michael Power (Guardia del corpo di Ivar), Darren Cahill (Principe Aethelred), Kelly Campbell (Ingvild), Jack McEvoy (Helgi il Magro), Leah McNamara (Aud), Mei Bignall (Þorunn), Scott Graham (Frodi), Donna Dent (Rafarta), Elijah Rowen (Asbjorn), Tallulah Belle Earley (Jorunn), Damien Devaney (Wilfred), Chris McHallem (Ealdorman 2), Malcolm Douglas (Lord Cyneheard), Simon Boyle (Prete), Tomi May (Jarl Olavsonn).
- Ascolti USA: telespettatori 1 770 000[16]

## Il momento perso
- Titolo originale: The Lost Moment
- Diretto da: Steve Saint Leger
- Scritto da: Michael Hirst

### Trama
Ivar finge il sacrificio di Lagertha, in realtà è un'anonima vichinga dai capelli biondi, causando la ribellione di alcuni cittadini, mentre Hvitserk è dubbioso su cosa fare e viene a sapere dall'Indovino che dovrà rimanere per fare grandi cose. Anche Ivar visita l'Indovino per obbligarlo a dire a tutti che lui è un dio, ma di fronte al suo rifiuto, lo uccide. In Islanda, Floki ha una visione di Thorunn che gli dice che è stata uccisa dal fratello di Egil, figlio di Eyvind. Di fronte all'ennesima rottura della pace, Floki decide di esiliare Eyvind e la sua famiglia. In Inghilterra intanto Harald invade il Wessex così Alfred chiede a Lagertha e gli altri di aiutarlo come promesso a respingere i vichinghi e Ubbe di insegnargli a combattere. Aethelred viene convinto a congiurare contro il fratello, ma al momento decisivo ha un ripensamento; intanto Bjorn presenta agli altri Magnus, ma Lagertha e Ubbe non credono che sia realmente figlio di Ragnar.
- Guest star: Adam Copeland (Kjetil Naso piatto), Kris Holden-Ried (Eyvind), Ferdia Walsh-Peelo (Re Alfred), Georgia Hirst (Torvi), Jennie Jacques (Regina madre Judith), Ragga Ragnars (Gunnhild), Dean Ridge (Magnus).
- Altri interpreti: Eimear O'Grady (Ragazza dello scudo), Eve Connolly (Thora), Alicia Agneson (Regina Freydis), Leah McNamara (Aud), Jack McEvoy (Helgi il Magro), Kelly Campbell (Ingvild), Elijah Rowen (Asbjorn), Donna Dent (Rafarta), Scott Graham (Frodi), Tallulah Belle Earley (Jorunn), Mei Bignall (Þorunn), Tomi May (Jarl Olavsonn), Darren Cahill (Principe Aethelred), Ann Skelly (Lady Ethelfled), Jim Roche (Scriba sassone), David Shannon (Ealdorman 1), Chris McHallem (Ealdorman 2), Malcolm Douglas (Lord Cyneheard), Michael Power (Guardia del corpo di Ivar).
- Ascolti USA: telespettatori 1 693 000[17]

## Inferno
- Titolo originale: Hell
- Diretto da: Steve Saint Leger
- Scritto da: Michael Hirst

### Trama
A Kattegat Ivar fa sparire il corpo dell'Indovino, promettendo poi al popolo di indagare sulla sua scomparsa, mentre continua a incensarsi come dio. Nel Wessex intanto Heahmund ha ricevuto una visione dell'inferno e allontana per questo Lagertha, che ne rimane offesa. Alfred nel frattempo fa arrestare uno dei traditori della cospirazione e sua madre Judith lo tortura per farsi dire i nomi degli altri. Mentre Magnus decide di unirsi a Harald per combattere i cristiani, Ubbe gli propone di ritirarsi in cambio di oro e argento. Solo troppo tardi Harald intuisce che l'accordo era un inganno per permettere ai sassoni di posizionare a piacere il loro esercito, che intrappola i vichinghi e fa loro subire il fuoco delle catapulte. Grazie a questi vantaggi i sassoni prevalgono, tuttavia Heahmund rimane ucciso e Lagertha dispersa; tra i vichinghi invece, mentre Harald e Magnus si ritirano per riorganizzarsi, lo Jarl Olavsonn perisce e sua moglie Gunnhild viene catturata. Mentre i sassoni festeggiano la vittoria, Judith rivela ad Alfred che ha scoperto che Aethelred è a capo dei cospiratori.
- Guest star: Ferdia Walsh-Peelo (Re Alfred), Georgia Hirst (Torvi), Jennie Jacques (Regina madre Judith), Róisín Murphy (Regina Elsewith), Ragga Ragnars (Gunnhild), Dean Ridge (Magnus).
- Altri interpreti: Michael Power (Guardia del corpo di Ivar), Alicia Agneson (Regina Freydis), Darren Cahill (Principe Aethelred), Cian Gallagher (Servo sassone), Ann Skelly (Lady Ethelfled), Jim Roche (Scriba sassone), Malcolm Douglas (Lord Cyneheard), Tomi May (Jarl Olavsonn).
- Ascolti USA: telespettatori 1 523 000[18]

## Il buddha
- Titolo originale: The Buddha
- Diretto da: Steve Saint Leger
- Scritto da: Michael Hirst

### Trama
Ivar viene a sapere della sconfitta di Harald e decide di fare ritorno in Inghilterra dopo l'inverno, mentre Hvitserk trova rifugio nella religione buddhista. In Inghilterra Bjorn chiede a Gunnhild del destino della madre e la libera, avvicinandosi sentimentalmente a lei. Re Alfred intanto concede le terre dell'Anglia Orientale ai vichinghi e fa giustiziare i cospiratori, eccetto il fratello che ha perdonato. Poco tempo dopo Alfred si ammala e Judith, dopo avere fronteggiato Aethelred sul suo tradimento, lo avvelena considerandolo un pericolo per il trono del fratello. In Islanda nel frattempo Helgi ritorna da Floki poiché suo padre Eyvind e la sua famiglia stanno morendo: nonostante i trascorsi, Kjetil e Floki decidono di andarli a salvare. Mentre Ubbe è soddisfatto per aver ricevuto le terre e portato a compimento il sogno di suo padre, Bjorn e Gunnhild tornano a York, occupata da Harald, per chiedere il suo aiuto contro Ivar per riconquistare Kattegat.
- Guest star: Adam Copeland (Kjetil Naso piatto), Ferdia Walsh-Peelo (Re Alfred), Georgia Hirst (Torvi), Jennie Jacques (Regina madre Judith), Róisín Murphy (Regina Elsewith), Ragga Ragnars (Gunnhild), Dean Ridge (Magnus).
- Altri interpreti: Jim Roche (Scriba sassone), Darren Cahill (Principe Aethelred), Ann Skelly (Lady Ethelfled), David Shannon (Ealdorman 1), Chris McHallem (Ealdorman 2), Ben McKeown (Crowbone), Malcolm Douglas (Lord Cyneheard), Leah McNamara (Aud), Kelly Campbell (Ingvild), Scott Graham (Frodi), Jack McEvoy (Helgi il Magro), Chooye Bay (Uomo anziano al mercato), Alicia Agneson (Regina Freydis), Simon Boyle (Prete), Allan Keating (Prete sassone), Eve Connolly (Thora), Aidan O'Hare (Ecclesiastico 1), Michael O'Flaherty (Ecclesiastico 2).
- Ascolti USA: telespettatori 1 634 000[19]

## La cosa più terribile
- Titolo originale: The Most Terrible Thing
- Diretto da: Helen Shaver
- Scritto da: Michael Hirst

### Trama
Judith rivela ad Alfred di avere avvelenato il fratello; Alfred è furioso, ma Judith sostiene che fare cose terribili è necessario per rimanere al potere. Saputo poi che una grande flotta di danesi si sta avvicinando al Wessex, Ubbe convince il re a nominarlo capo del suo esercito. A York, Harald fa lo stesso patto con Bjorn che aveva con Ivar: quando Bjorn morirà, Kattegat sarà sua. Harald fa delle avances a Gunnhild che dice che le piacerebbe essere regina, ma poi rimane con Bjorn raccontandogli di Harald. Intanto a Kattegat Ivar diventa ansioso per Hvitserk e lo costringe ad andare in missione diplomatica dal suo alleato Olaf il Grosso. In Islanda nel frattempo la squadra di salvataggio trova Eyvind e la sua famiglia, ma Kjetil e i suoi li massacrano per vendicarsi, Helgi compreso. Tornati all'accampamento Floki racconta l'accaduto alla figlia di Kjetil, Aud, che, disperata, si suicida.
- Guest star: Adam Copeland (Kjetil Naso piatto), Kris Holden-Ried (Eyvind), Ferdia Walsh-Peelo (Re Alfred), Georgia Hirst (Torvi), Jennie Jacques (Regina madre Judith), Róisín Murphy (Regina Elsewith), Ragga Ragnars (Gunnhild), Dean Ridge (Magnus).
- Altri interpreti: Simon Boyle (Prete), Ann Skelly (Lady Ethelfled), Jack McEvoy (Helgi il Magro), Elijah Rowen (Asbjorn), Donna Dent (Rafarta), Scott Graham (Frodi), Tallulah Belle Earley (Jorunn), Eve Connolly (Thora), Alicia Agneson (Regina Freydis), Jonathan Millshaw (Messaggero), Leah McNamara (Aud), Kelly Campbell (Ingvild).
- Ascolti USA: telespettatori 1 537 000[20]

## Baldur
- Titolo originale: Baldur
- Diretto da: Helen Shaver
- Scritto da: Michael Hirst

### Trama
Hvitserk giunge da re Olaf e gli chiede di aiutarlo a spodestare Ivar poiché lo considera un tiranno. Inizialmente Olaf rifiuta l'idea e lo tortura col calore di una sauna, ma colpito dalla sua tenacia, decide di aiutarlo. Intanto a Kattegat Ivar fa bruciare viva l'amante di Hvitserk e gli altri dissidenti ritenuti responsabili della distruzione del suo idolo, mentre Freydis partorisce un bambino che è però deforme. Non volendo che abbia una vita come la sua, Ivar decide di abbandonarlo nel bosco. In Inghilterra, mentre Bjorn sposa Gunnhild suscitando l'invidia di Harald, Judith trova Lagertha in stato confusionale nella capanna di una sacerdotessa pagana, a cui si è rivolta per guarire un tumore al seno; ricondotta a corte, le due donne trovano conforto l'un l'altra. Nel frattempo Ubbe incontra i tre re danesi della forza di invasione, proponendogli la pace e di stabilirsi nell'Anglia Orientale. Uno dei tre re, Frodo, rifiuta la proposta e Ubbe lo sfida a duello. In Islanda, Floki lascia la colonia con rammarico e si ritira per comprendere il volere degli dèi: trovato l'ingresso di una caverna, vi entra pensando sia l'entrata del regno di Hel.
- Guest star: Steven Berkoff (Re Olaf il Grosso), Adam Copeland (Kjetil Naso piatto), Ferdia Walsh-Peelo (Re Alfred), Georgia Hirst (Torvi), Jennie Jacques (Regina madre Judith), Erik Madsen (Re Hemming), Róisín Murphy (Regina Elsewith), Ragga Ragnars (Gunnhild), Dean Ridge (Magnus).
- Altri interpreti: Conn Rogers (Canute), Eve Connolly (Thora), Kelly Campbell (Ingvild), Sandra Voe (Strega), Alicia Agneson (Regina Freydis), Jamie Maclachlan (Aldwin), Clodagh Downing (Levatrice), Markjan Winnick (Re Angantyr), Gavan Ó Connor Duffy (Re Frodo).
- Ascolti USA: telespettatori 1 661 000[21]

## Quello che succede nella caverna
- Titolo originale: What Happens in the Cave
- Diretto da: David Wellington
- Scritto da: Michael Hirst

### Trama
Floki si avventura nella caverna trovando una croce cristiana dei Papar, ma rimane subito dopo ferito da un crollo della caverna che si rivela essere un vulcano. In Inghilterra intanto, mentre Judith spira, Ubbe affronta in un combattimento sanguinario re Frodo, riuscendo a sconfiggerlo e scongiurando la guerra coi danesi. Ubbe rivela a Torvi che nel combattimento ha ritrovato la fede negli dèi norreni, tornando poi nell'Anglia Orientale insieme a lei e Lagertha, che ricorda che la strega, dopo averla curata, le disse che sarebbe rinata. Dopo una difficile traversata, Harald e Bjorn sbarcano in Norvegia e, trovandosi in disaccordo, iniziano a combattere: Gunnhild tuttavia li ferma dicendogli di rimandare le ostilità solo dopo che avranno sconfitto Ivar. Quest'ultimo intanto viene affrontato da Fredys, furibonda per la sorte del bambino, divorato da alcune volpi; Ivar tuttavia con prepotenza mette in dubbio che fosse suo figlio e dice al popolo che il figlio è tragicamente morto per volere degli dèi. Venuto poi a sapere che York è stata riconquistata dai sassoni e Harald, Bjorn e Hvitserk stanno marciando su Kattegat, sprona la sua gente a preparare le difese.
- Guest star: Steven Berkoff (Re Olaf il Grosso), Ferdia Walsh-Peelo (Re Alfred), Georgia Hirst (Torvi), Jennie Jacques (Regina madre Judith), Erik Madsen (Re Hemming), Róisín Murphy (Regina Elsewith), Ragga Ragnars (Gunnhild), Dean Ridge (Magnus).
- Altri interpreti: Simon Boyle (Prete), Marcus Lamb (Medico), Markjan Winnick (Re Angantyr), Gavan Ó Connor Duffy (Re Frodo), Sandra Voe (Strega), Alicia Agneson (Regina Freydis), Kristy Dawn Dinsmore (Amma), Kieran O'Reilly (Capelli bianchi), Ryan Henson (Hali), Svea Killoran (Asa).
- Ascolti USA: telespettatori 1 676 000[22]

## Ragnarok
- Titolo originale: Ragnarok
- Diretto da: David Wellington
- Scritto da: Michael Hirst

### Trama
Mentre gli uomini di Ivar fortificano le difese di Kattegat, Björn, Gunnhild, Hvitserk, Harald e Olaf parlano del Ragnarok a Magnus che non conosce le saghe norrene. Il giorno dopo i due eserciti attaccano su due fronti Kattegat, ma dopo avere subito molte perdite tra cui Magnus, sono costretti alla ritirata. La sera, mentre Ivar festeggia la vittoria, Freydis si reca di nascosto all'accampamento di Björn rivelando a Hvitserk che Thora è stata uccisa e che vuole vedere morto Ivar perché ha ucciso il suo bambino. All'alba Fredys apre un passaggio segreto usato per la fuga e fa entrare gli eserciti, che con facilità sgominano i nemici, mentre Bjorn intima loro di non combattere poiché il loro obiettivo è solo Ivar. Mentre Björn, Hvitserk, Gunnhild e re Harald uccidono i pochi rimasti fedeli, Ivar affronta Fredys che ammette il suo tradimento e la strangola. Quando Björn e Hvitserk giungono nella sala del trono trovano solo il corpo di Fredys e di suo figlio; Bjorn viene acclamato re di Kattegat e dall'Inghilterra arrivano anche Ubbe, Torvi e Lagertha a congratularsi con lui. Tempo dopo, mentre Bjorn medita sulle parole di suo padre e dell'Indovino riguardo al potere e alla guerra non ancora conclusa, Ivar, camuffato da viaggiatore, si allontana meditando vendetta.
- Guest star: Steven Berkoff (Re Olaf il Grosso), Georgia Hirst (Torvi), Ragga Ragnars (Gunnhild), Dean Ridge (Magnus).
- Altri interpreti: Kieran O'Reilly (Capelli bianchi), Alicia Agneson (Regina Freydis), Ryan Henson (Hali), Svea Killoran (Asa), Kristy Dawn Dinsmore (Amma), Martin Maloney (Vigrid).
- Ascolti USA: telespettatori 1 922 000[23]